# Cetola phaleroides
Cetola phaleroides là một loài bướm đêm trong họ Noctuidae.